# Shirley Valentine
Shirley Valentine é um filme anglo/norte-americano de 1989, do gênero comédia dramática, dirigido por Lewis Gilbert e estrelado por Pauline Collins e Tom Conti.
O roteiro de Willy Russell é baseado em sua própria peça, estreada em Londres em 1986 e na Broadway em fevereiro de 1989, onde ficou em cartaz até novembro do mesmo ano, totalizando 324 representações.
Pauline Collins também estrelou a segunda temporada em Londres, em 1988, e a  montagem da Broadway. Nesta, ela foi substituída por Ellen Burstyn a partir de julho. 
A peça é um monólogo, mas vários personagens foram criados na adaptação para o cinema. Pauline passa a maior parte do tempo falando diretamente para a câmera, o que funciona melhor no palco do que na tela.
Willy Russell e o diretor Lewis Gilbert já haviam trabalhado juntos anteriormente, em Educating Rita.

## Sinopse
Em crise existencial, a dona de casa Shirley Valentine conversa com as paredes, tentando entender o que aconteceu com os sonhos de sua juventude, tão distantes da realidade do presente. Entretanto, tudo muda quando sua amiga Jane ganha uma viagem para a Grécia com tudo pago, e a convida pra acompanhá-la. E lá se vai Shirley, sem a companhia do marido Joe, indiferente, insensível... Em terras helênicas, nossa heroína terá oportunidade de ver o mundo e a si mesma com novos olhos.

## Principais premiações
| Patrocinador                                            | Prêmio       | Categoria | Situação                   |
| ------------------------------------------------------- | ------------ | --- | -------------------------- |
| Academia de Artes e Ciências Cinematográficas           | Oscar        | Melhor Atriz (Pauline Collins) Melhor Canção Original                                                        | Indicado                   |
| Associação de Correspondentes Estrangeiros de Hollywood | Golden Globe | Melhor Filme - Comédia ou Musical Melhor Atriz - Comédia ou Musical (Pauline Collins) Melhor Canção Original | Indicado                   |
| British Academy of Film and Television Arts             | BAFTA Award  | Melhor Filme Melhor Atriz - Cinema (Pauline Collins) Melhor Roteiro Adaptado                                 | Indicado Vencedor Indicado |
| National Academy of Recording Arts and Sciences         | Grammy Award | Melhor Canção Original - Cinema ou Televisão                                                                 | Indicado                   |

## Elenco
| Ator/Atriz       | Personagem                |
| ---------------- | ------------------------- |
| Pauline Collins  | Shirley Valentine         |
| Tom Conti        | Costas                    |
| Julia McKenzie   | Gillian                   |
| Alison Steadman  | Jane                      |
| Joanna Lumley    | Marjorie                  |
| Sylvia Syms      | Diretora da escola        |
| Bernard Hill     | Joe                       |
| George Costigan  | Dougie                    |
| Anna Keaveney    | Jeanette                  |
| Tracie Bennett   | Millandra                 |
| Ken Sharrock     | Sydney                    |
| Karen Craig      | Thelma                    |
| Gareth Jefferson | Brian                     |
| Gillian Kearney  | Shirley Valentine (jovem) |
| Catharine Duncan | Marjorie (jovem)          |